# Château de Norwich
Le château de Norwich a été construit sous sa forme originelle à partir de 1067 jusque 1087, sur ordre de Guillaume le Conquérant car il voulait avoir une place forte dans l'importante ville de Norwich. Il s'est avéré être son château dans l'East Anglia. Quatre-vingt-huit maisons saxonnes sont démolies pour faire place au château. La structure originale est une motte castrale de bois sur une élévation naturelle du terrain complétée par une colline artificielle.
L'état actuel du château, sous la forme d'un long donjon rectangulaire, est celui du début du XIIe siècle. Aux environs de l'an 1100, la motte est surélevée et le fossé est approfondi. Le donjon carré, qui est toujours debout, est construit entre 1100 et 1135 au-dessus de la motte pour servir de palais royal. Il est construit en pierre de Caen par-dessus un noyau de silex. Le donjon mesure environ 95 pieds (29 m) par 90 pieds (27 m) et 70 pieds (21 m) de hauteur, on y entre au premier étage par une structure externe appelée Bigod Tower. Fait inhabituel pour un bâtiment utilitaire de cette période, l'extérieur est décoré avec des arcades. Le château de Castle Rising est le seul autre comparable à cet égard.
La partie extérieure du donjon est réparée à plusieurs reprises, plus récemment en 1835-1839 par Anthony Salvin, avec James Watson en tant que maçon. La pierre utilisée est la pierre de Bath. Aucun des bâtiments intérieurs ou extérieurs ne survit, le pont d'origine normande sur le fossé intérieur est remplacé vers 1825.
Le château est utilisé comme une prison à partir de 1220, avec d'autres bâtiments construits sur le haut de la motte à côté. Ces bâtiments sont démolis et reconstruits entre 1789 et 1793 par Sir John Soane, puis des modifications sont apportées en 1820. L'utilisation du château comme prison a pris fin en 1887, quand il est acheté par la ville de Norwich pour être converti en musée par Edward Boardman. Le musée ouvre en 1895.
Le château est toujours un musée et une galerie d'art aujourd'hui et contient encore beaucoup de ses premières expositions, ainsi que de nombreuses autres plus récentes. Deux galeries présentent des collections du musée d'arts décoratifs, avec costumes, textiles, bijoux, verre, céramique, de l'argenterie, et un grand écran de théières en céramique. Parmi les autres thèmes, les galeries anglo-saxonnes et vikings, la reine Boadicée et la tribu des Iceni, l'Égypte antique ainsi que l'histoire naturelle.
Les galeries d'art comprennent des œuvres du XVIIe au XXe siècle, dont La Grand-Rue à Argenteuil par Alfred Sisley, et des aquarelles anglaises, néerlandaises et des paysages modernes britanniques. Le château abrite également une bonne collection de l'œuvre de l'artiste flamand Peter Tillemans. Deux galeries proposent des expositions temporaires d'art moderne et d'histoire.
On peut visiter le donjon du château et se renseigner sur lui par des expositions interactives. Des visites séparées sont également disponibles du donjon et des remparts.